# Frank Brady
Pour les articles homonymes, voir Brady.
Frank Brady, né le 15 août 1890 à Drumcondra et mort le 15 décembre 1971 à Ballincollig, est un footballeur international irlandais qui évolue au poste de défenseur. Il est international irlandais à deux reprises en 1926 et 1927.
Frank Brady est le premier d'une grande famille de footballeurs en Irlande, les Brady. Il est le grand-oncle de Liam Brady considéré parmi les meilleurs footballeurs irlandais de l'histoire dans les années 1970 et 80. Le frère de celui-ci Ray Brady est lui aussi international à la fin des années 1960. Un autre neveu, lui-aussi prénommé Franck, a joué pour les Shamrock Rovers et a remporté la Coupe d'Irlande en 1968.

## Carrière
Frank Brady compte deux sélections en équipe de l'État Libre d'Irlande en 1926 et 1927. Il fait ses débuts internationaux le 21 mars 1926 à l'occasion d'une rencontre contre l'Italie. La rencontre a lieu à Turin et l'Irlande s'incline sur le score de trois buts à zéro. Brady est un des deux corkmen de l'équipe avec son coéquipier Jimmy Connolly. Parmi ses autres coéquipiers on compte John Joe Flood, John Fagan et Bob Fullam.
Cette première sélection arrive alors que Brady est en plein conflit avec son club, le Fordsons Football Club. Il est écarté de l'équipe qui doit disputer un match d'appui à l'occasion du premier tour de la Coupe d'Irlande contre Shelbourne le 16 janvier 1926. Cette mise à l'écart l'amène à refuse toute nouvelle participation à la compétition. Il ne joue donc plus aucun match pour son équipe alors que celle-ci connait en juin 1926 sa toute première victoire en Coupe d'Irlande.
C'est à l'occasion d'une rencontre avec le League of Ireland XI contre le Irish League XI conclue par une victoire 3-1 sur les nord-irlandais qu'il impressionne les sélectionneurs.
Frank Brady connait sa deuxième sélection le 23 avril 1927 à l'occasion d'un match amical contre l'Italie B. Le match se dispute à Lansdowne Road. L'État Libre d'Irlande s'incline une nouvelle fois devant les Italiens 1-2. Aligné au poste d'arrière gauche il est le capitaine de son équipe.

## Sources
- (en) Sean Ryan, The Boys In Green : The FAI International Story, Mainstream Publishing, 1997, 224 p. (ISBN 978-1851589395).